# Ochyrocera minima
Ochyrocera minima is een spinnensoort uit de familie Ochyroceratidae. De soort komt voor in Venezuela.